# آنتونی یاناریلی
آنتونی یاناریلی (انگلیسی: Antony Iannarilli؛ زادهٔ ۱۸ دسامبر ۱۹۹۰) بازیکن فوتبال اهل ایتالیا است.